# 8Ball & MJG
8Ball & MJG je americké hip hopové duo z Memphisu, stát Tennessee. Tvoří jej Premrose "8Ball" Smith a Marlon Jermaine "MJG" Goodwin.

## Stručná biografie
Členové dua se poprvé setkali na střední škole v roce 1984. Díky různým lokálním vystoupením získali smlouvu u Suave House Records, kde v roce 1993 vydali svůj debut Comin' Out Hard, tímto albem se dostali do povědomí fanoušků jižanského rapu. Kritici byli nadšení a nešetřili chválou. Tím získali smlouvu s větším labelem Relativity Records, na kterém o rok později vydali své druhé album On The Outside Looking In, tímto albem se poprvé dostali do žebříčku Billboard 200, jejich album se vyšplhalo na 106. příčku. Ovšem již o rok později, v roce 1995, vydali své třetí album On Top Of The World, to se již dostalo mezi špičku, skončilo na osmé příčce žebříčku Billboard 200 a v USA se stalo zlatým.
Po úspěchu alba se rozhodli, každý vydat sólové počiny. První připravil desku MJG, se svým sólo debutem No More Glory se představil v roce 1997. Následujícího roku vydal svůj debut i 8Ball deska se jmenovala Lost. Ovšem ani jedno album nevzbudilo adekvátní zájem. Proto MJG zanechal své sólové kariéry na dlouhých jedenáct let do roku 2008, kdy opět začal vydávat sólo alba. To 8Ball pokračoval dál, ale ani pozdější alba nezaznamenala úspěch.
Po neúspěšných sólo debutech začali připravovat nové album dua. Smlouvu získali u silného labelu Universal Music Group. Album In Our Lifetime, Vol. 1, bylo připravené v roce 1999 a zaznamenalo podobný úspěch jako jejich předchozí společné album. Umístili se na desátém místě žebříčku Billboard 200 a získali zlaté ocenění od společnosti RIAA. Poznali, že jejich potenciál je ve společných albech. Po vydání alba jim skončila smlouva u Universal M.G., a tak hledali nový "domov", ten nalezli u dalšího silného labelu Interscope Records. Tam v roce 2000 vydali album Space Age 4 Eva, to ovšem výrazný úspěch nezaznamenalo. Po neúspěchu s nimi byla rozvázána smlouva.
Na konci roku 2003 získali smlouvu u podlabelu Bad Boy South. Zde vydali v květnu 2004 své nejúspěšnější album Living Legends, to se umístilo na třetím místě žebříčku Billboard 200 a stalo se zlatým. Po doznění vlny úspěchu začali pracovat na novém albu, to vyšlo v roce 2007 a neslo název Ridin' High. Zaznamenalo výborné umístění na osmé pozici, ale neuspělo v prodeji. Prodalo se ho okolo 200 000 kusů. Tím byla jejich spolupráce s Bad Boy South ukončena.
Roku 2010 získali smlouvu u labelu Grand Hustle, kde vydali album Ten Toes Down, prodalo se ho však jen 30 000 kusů. V říjnu 2010 vydali u nezávislého labelu Real Talk Entertainment street-album From the Bottom 2 the Top.

## Diskografie

### Studiová alba
| Rok  | Album                                                                                    | Hitparáda | Hitparáda  | Hitparáda | Ocenění   |
| Rok  | Album                                                                                    | US 200    | US Hip-Hop | US Rap    | Ocenění   |
| ---- | ---------------------------------------------------------------------------------------- | --------- | ---------- | --------- | --------- |
| 1993 | Comin' Out Hard - Vydáno: 1. srpna 1993 - Vydavatel: Suave House                         | -         | 40         | *         | US: /     |
| 1994 | On The Outside Looking In - Vydáno: 24. května 1994 - Vydavatel: Suave House, Relativity | 106       | 11         | *         | US: /     |
| 1995 | On Top Of The World - Vydáno: 11. února 1995 - Vydavatel: Suave House, Relativity        | 8         | 2          | *         | US: zlaté |
| 1999 | In Our Lifetime, Vol. 1 - Vydáno: 18. května 1999 - Vydavatel: Suave House, Universal    | 10        | 1          | *         | US: zlaté |
| 2000 | Space Age 4 Eva - Vydáno: 21. listopadu 2000 - Vydavatel: JCOR, Interscope               | 39        | 9          | *         | US: /     |
| 2004 | Living Legends - Vydáno: 11. května 2004 - Vydavatel: Bad Boy South                      | 3         | 1          | *         | US: zlaté |
| 2007 | Ridin' High - Vydáno: 13. března 2007 - Vydavatel: Liberial, Bad Boy South               | 8         | 4          | 2         | US: /     |
| 2010 | Ten Toes Down - Vydáno: 4. května 2010 - Vydavatel: Grand Hustle, E1                     | 36        | 6          | 5         | US: /     |

### Nezávislá alba
- 2010 - From the Bottom 2 the Top

### Kompilace
- 1997 - Lyrics Of A Pimp
- 2000 - Memphis Under World
- 2008 - We Are The South: Greatest Hits

### Úspěšné singly
- 1995 - "Space Age Pimpin'" (ft. Nina Creque)
- 2004 - "You Don't Want Drama" (ft. P. Diddy)
- 2010 - "Bring It Back" (ft. Young Dro)